# Kənzə
 (juin 2021).
Kənzə (aussi, Ganza et Genzya) est un village de du district d'Ismailli en Azerbaïdjan. Le village fait partie de la commune de Qoşakul (en). Selon le Comité des statistiques de l'Etat d'Azerbaïdjan, seulement trois personnes vivaient dans le village en 2014.